# Villalube (kommunhuvudort)
Villalube är en kommunhuvudort i Spanien.   Den ligger i provinsen Provincia de Zamora och regionen Kastilien och Leon, i den centrala delen av landet, 200 km nordväst om huvudstaden Madrid. Villalube ligger 734 meter över havet och antalet invånare är 250.
Terrängen runt Villalube är platt. Runt Villalube är det glesbefolkat, med 10 invånare per kvadratkilometer. Närmaste större samhälle är Toro, 15,7 km sydost om Villalube. Trakten runt Villalube består till största delen av jordbruksmark.